# Christoph Saxe
Christoph Gottlieb Saxe (Sax ou Sachse), en latin Christophorus Saxius (13 janvier 1714 - 3 mai 1806) est un historien allemand.

## Biographie
Né à Eppendorf en Saxe de parents de condition relativement modeste (mais on ne connaît pas leur profession), il étudie à Meissen la littérature classique et le Droit canon à Leipzig. En 1746, il est appelé à La Haye et entame en 1752 une brillante carrière de professeur d'histoire et d'antiquités à l'université d'Utrecht. Il devient le recteur de cette université de 1797 à 1798 sur recommandation royale et se spécialise petit à petit à partir de cette époque sur la période du Moyen Âge (qui ne s'appelle par encore ainsi à cette époque). Il décède à Utrecht à l'âge de 92 ans des suites d'une grippe, quelques mois seulement après avoir publié ses mémoires (le document perdu depuis nous est partiellement connu).

## Œuvres
- Onomasticon litterarium, d'abord en un volume in-8° (1759), porté ensuite à 8 volumes, Utrecht (1775-1803) : c'est un vaste répertoire d'indications littéraires et de sources à consulter sur les personnes, depuis les premiers temps jusqu'en 1796 (considéré par certains comme le Who's Who littéraire de l'époque);
- Onomastici litterarii epitome, Utrecht (1792) : c'est un abrégé des deux premiers volumes du précédent, mais enrichi de certaines illustrations (vignettes).